# Yves Dreyfus
Yves Dreyfus (17. května 1931 Clermont-Ferrand, Francie – 16. prosince 2021 Ceyrat) byl francouzský sportovní šermíř, který se specializoval na šerm kordem. Francii reprezentoval v padesátých a šedesátých letech. Na olympijských hrách startoval v roce 1956, 1960 a 1964 v soutěži jednotlivců a družstev. Mezi jednotlivci obsadil nejlépe šesté místo na olympijských hrách 1960. S francouzským družstvem kordistů vybojoval na olympijských hrách 1956 a 1964 bronzovou olympijskou medaili. V roce 1962 obsadil na mistrovství světa třetí a v roce 1963 druhé místo v soutěži jednotlivců. S francouzským družstvem kordistů vybojoval titul mistra světa v roce 1962, 1965 a 1966.